# Cucumis humofructus
Cucumis humofructus là một loài thực vật có hoa trong họ Cucurbitaceae. Loài này được Stent mô tả khoa học đầu tiên năm 1927.